# ساکن طبقه وسط
ساکن طبقه وسط یک فیلم سینمایی به کارگردانی شهاب حسینی است که در سال ۱۳۹۳ در ایران اکران شد. شهاب حسینی در این فیلم که نخستین تجربه کارگردانی وی است، در ۳۸ نقش مجزا و متفاوت بازی کرده و با این کار رکوردی را به نام خود به جای گذاشت که تاکنون کسی موفق به انجام آن نشده است. محمدهادی کریمی فیلم‌نامه‌نویس این کار نیز نقش واقعی زندگی خویش یعنی یک روانکاو را در فیلم بازی کرده‌است.

## خلاصه داستان
شهاب حسینی در ساکن طبقه وسط ، اول از همه در قالب نویسنده‌ای فرورفته که بناست کتاب تازه‌اش را بنویسد اما همذات پنداری او با شخصیت‌های مختلف این کتاب که از شرقی‌ترین چهره‌ها مانند شیخ صنعان، سهروردی، مولانا و سقراط حکیم گرفته تا غربی‌ترین چهره‌ها مانند راجر واترز، کرت کوبین و اسحاق نیوتن را دربرمی‌گیرد باعث شده او یک سری نقش متفاوت و دست‌اول ایفا کند. او در جایی از فیلم نیز نقش چه گوارا، انقلابی معروف لاتین را بازی کرده تا ردپای شخصیت سیاسی هم در کارش باشد. زکریا و مسیح دو پیامبری هستند که شهاب در قالب آنها فرورفته و البته که نقش‌های فرهاد مهراد خواننده ایرانی و لیونل مسی بازیکن باشگاه فوتبال بارسلونا نیز جای ویژه‌ای در هنرنمایی شهاب حسینی داشته‌اند.

## یادداشت کارگردان
شهاب حسینی خود به هنگام آغاز تولید «ساکن طبقه وسط» در یادداشتی دربارهٔ آن نوشته بود: «پیشانی شکر بر خاک آستانش می‌گذارم که پس از نه سال، نیاز این دل خسته را در بهترین زمان و مکان برآورد. «ساکن طبقه وسط» شرح حیات و پریشانی است، گمگشتگی این روح سرگشته دریافتن مأوایی امن و آرام. شاید بزرگترین جستجوی هر انسان. امید که بیانمان قاصر نباشد به مدد الطاف پیدا و پنهان خود، او و امید که ناب‌ترین تلألؤ اندیشه در راستای خشنودی‌اش نزدیک شویم و اثری برجا گذاریم به یادگار در شأن انسان، که او اشرف مخلوقاتش نامید و جام وجودش را لبریز کرد و امانتدار از روح خویش. پروردگارا راهنماییمان کن به حذر از گمراهی. رسیدن به روشنایی خشنودی است، ای بدل‌کنندهٔ بدی‌ها به خوبی‌ها؛ آمین»

## بازیگران
- شهاب حسینی
- هنگامه قاضیانی
- طناز طباطبایی
- ساره بیات
- کامبیز دیرباز
- حسین یاری
- بهنوش بختیاری
- سحر قریشی
- بابک حمیدیان
- امید روحانی
- فخرالدین صدیق‌شریف
- حسین محب‌اهری
- بهناز جعفری
- حسین محجوب
- فرهاد اصلانی
- مانی کسرائیان
- علی شادمان
- مهدی فقیه
- محمدهادی کریمی
- مرتضی علی عباس میرزایی
- کیانوش گرامی
- مهدی بجستانی
- احمد ایراندوست
- ثریا حلی
- فرید سمواتی
- پریچهر قنبری
- سید محمدامین حسینی
- محمدنوید نادرشاهی

## تیتراژ پایانی
قطعه بی قرار از آلبوم حریق خزان ساخته مهیار علیزاده، با صدای علیرضا قربانی به عنوان تیتراژ پایانی فیلم سینمایی ساکن طبقه وسط ساخته شهاب حسینی انتخاب شد.

## فروش
اولین فیلم سینمایی شهاب حسینی، پس از ۴۰ روز نمایش در ۵۰ سینمای ایران،هفتصد و شصت میلیون تومان در تهران، ۲۷۰ میلیون تومان در شهرستان و در مجموع، یک میلیارد و ۳۰ میلیون تومان فروش کرده است.